# Kecel
Kecel is een plaats (város) en gemeente in het Hongaarse comitaat Bács-Kiskun. Kecel telt 8978 inwoners (2007).